# Sweating Bullets
Sweating Bullets — пісня американського хеві-метал-гурту Megadeth з альбому Countdown to Extinction 1992 року. Композиція вийшла у вигляді синглу в 1993 році та зайняла 27 і 26 місця в чартах Mainstream Rock Tracks і Великої Британії відповідно.
Термін «Sweating Bullets» описує нервову та стривожену чим-небудь людину. Ця пісня — лірична розповідь про дисоціативний розлад ідентичності.
Кліп починається з того, що Мастейн сидить перед дзеркалом в психіатричній клініці. Ззаду за плече його хапає чиясь рука. Обернувшись, він бачить самого себе. Інші учасники гурту, замкнені в палатах, так само бачать свої копії.

## Список композицій

### Диск 1
1. Sweating Bullets (Anxiety Edit) 4:11
2. Symphony of Destruction (Концерт) 4:03
3. Countdown to Extinction (Концерт) 4:21
4. Symphony of Destruction (Edited Gristle Mix) 3:49

### Диск 2
1. Sweating Bullets (Концерт) 5:00
2. Ashes in Your Mouth (Концерт) 6:27
3. Symphony of Destruction (Gristle Mix) 9:52

## Учасники запису
- Дейв Мастейн — гітара, вокал
- Марті Фрідман — гітара
- Девід Еллефсон — бас-гітара
- Нік Менца — барабани